# 12ª Squadriglia
La 12ª Squadriglia fu costituita il 2 ottobre 1916 sul campo di Mellaha (oggi Aeroporto militare di Mitiga) con aerei da bombardamento Caproni.

## Storia

### Prima guerra mondiale
Nell'ambito della Campagna di Libia (1913-1921) nasce l'esigenza di controllare e contrastare l'attività delle bande nel deserto ed il reparto nasce il 18 settembre 1916 a Pordenone con 4 Caproni Ca.32 300 hp e si sposta il 2 ottobre a Tripoli sul campo volo di Mellaha (oggi Aeroporto militare di Mitiga) dove è presente la 104ª Squadriglia Farman ed una sezione aerostatica.
Nell'ambito della Campagna del Nordafrica (1915-1916) il 26 ottobre bombardano Fonduq el Scerif (vicino all'Aeroporto di Tripoli) ed il 1º dicembre il castello del forte di el-Azizia dove c'era il capo ribelle Suleiman Baruni.
Al 1º gennaio 1917 il comandante Capitano Alessandro Raffaelli dispone di 6 piloti e 3 mitraglieri, il 10 gennaio lanciano bombe, frecce ed azioni di mitragliamento a supporto di una banda semiregolare contro i ribelli ed il 16, 18 e 19 giugno bombardano Azizia.
Alla fine dell'estate è al comando del Cap. Attilio Gelli che dispone di 3 Ca.300, 9 piloti ed un mitragliere e nell'ultimo trimestre dell'anno arrivano in sostituzione dei Ca.300 5 Caproni Ca.33 450 hp.
Il 28 ottobre arriva il Tenente Osservatore Fernando Silvestri. 
Il 20 gennaio 1918 il comandante di squadriglia Tenente Adolfo Bianchi Crema si infortuna in un incidente di volo ed il 26 agosto 2 Ca. bombardano Suani Ben Adem.
La prima settimana di settembre bombardano la stazione radio di Misurata ed il relativo porto da dove si rifornivano i sottomarini ed il 18 settembre una stazione radio dei ribelli a Bani Walid distante oltre 130 km da Tripoli.
Alla fine del 1918 il comando passa al Cap. Umberto Bassani che dispone di 5 Ca, 7 piloti, 3 osservatori e 3 mitraglieri e l'unità anche dopo la fine della grande guerra sarà impegnata nelle operazioni di riconquista della colonia.
Nel 1919 dispone di 2 aerei.

### Regia Aeronautica
Nel maggio 1925 è a Sirte (poi Base aerea di Ghardabiya) sui Caproni Ca.33.
Nel 1930 è a Hon (Libia) (poi Base aerea di Al Jufra) sui Caproni Ca.73 e IMAM Ro.1 nell'Aviazione della Tripolitania della Regia Aeronautica.
Nel 1938 la 12ª Squadriglia A.P.C. (Aviazione Vigilanza Presidiaria) è nel 1º Gruppo Aviazione Presidio Coloniale (1º Gruppo volo) sui Caproni Ca.309 a Mellaha dove al 10 giugno 1940 dispone di 4 Ca.309 per il X Corpo d'Armata per l'Aviazione Ausiliaria per l'Esercito e nel luglio 1942 è all'aeroporto di Agedabia.
In agosto la squadriglia va a Siwa (oasi) e tra il 16 ed il 22 settembre 1942 5 Ca.309 concorrono ad arrestare l'azione avversaria contro l'oasi di Gialo. Ai primi di novembre la squadriglia torna ad Agedabia, poi va a Sirte (poi Base aerea di Ghardabiya) e Misurata (20 novembre) dove è presente anche la 103ª Squadriglia.